# Жеведська сільська рада
Же́ведська сільська́ ра́да — орган місцевого самоврядування у Чернігівському районі Чернігівської області. Адміністративний центр — село Жеведь.

## Загальні відомості
Жеведська сільська рада утворена в 1936 році.
- Територія ради: 78,677 км²
- Населення ради: 439 осіб (станом на 2001 рік)

## Населені пункти
Сільській раді підпорядковані населені пункти:
- с. Жеведь

## Склад ради
Рада складається з 12 депутатів та голови.
- Голова ради: Рябус Сергій Михайлович
- Секретар ради: Микиташенко Олена Володимирівна

### Керівний склад попередніх скликань
| ПІБ                     | Основні відомості                                                                                  | Дата обрання | Дата звільнення |
| ----------------------- | -------------------------------------------------------------------------------------------------- | ------------ | --------------- |
| Шиш Олег Олегович       | Сільський голова, 1964 року народження, член Партії регіонів                                       | 26.03.2006   | 31.10.2010      |
| Рябус Сергій Михайлович | Сільський голова, 1965 року народження, освіта вища, член Всеукраїнського об'єднання «Батьківщина» | 31.10.2010   |                 |

Примітка: таблиця складена за даними джерела

### Депутати
За результатами місцевих виборів 2010 року депутатами ради стали:

#### За суб'єктами висування
| Суб'єкт висування | Кількість обраних депутатів | %  |
| ----------------- | --------------------------- | -- |
| Самовисування     | 9                           | 75 |
| Партія регіонів   | 3                           | 25 |

#### За округами
| № округу        | Прізвище, ім'я, по батькові     | Дата визнання обраним | Освіта             | Партійна приналежність | Відомості про обраного депутата                                |
| --------------- | ------------------------------- | --------------------- | ------------------ | ---------------------- | -------------------------------------------------------------- |
| Партія регіонів |                                 |                       |                    |                        |                                                                |
| 5               | Денисенко Ольга Кузьмівна       | 02.11.2010            | середня спеціальна | член Партії регіонів   | пенсіонер                                                      |
| 6               | Семенець Наталія Юріївна        | 02.11.2010            | середня            | член Партії регіонів   | тимчасово не працює                                            |
| 11              | Шангарєєв Шаміль                | 02.11.2010            | середня спеціальна | член Партії регіонів   | пенсіонер                                                      |
| Самовисування   |                                 |                       |                    |                        |                                                                |
| 1               | Осипенко Олег Олександрович     | 02.11.2010            | середня спеціальна | позапартійний          | тимчасово не працює                                            |
| 2               | Стах Степан Володимирович       | 02.11.2010            | середня            | позапартійний          | М.-Коцюбинський лісгосп, лісник                                |
| 3               | Ребус Тетяна Григорівна         | 02.11.2010            | вища               | позапартійна           | тимчасово не працює                                            |
| 4               | Новик Тамара Анатоліївна        | 02.11.2010            | середня            | позапартійна           | управління праці та соцзахисту населення, соціальний працівник |
| 7               | Качаненко Григорій Артемович    | 02.11.2010            | середня спеціальна | позапартійний          | пенсіонер                                                      |
| 8               | Прохоренко Володимир Васильович | 02.11.2010            | вища               | позапартійний          | тимчасово не працює                                            |
| 9               | Микиташенко Олена Володимирівна | 02.11.2010            | середня спеціальна | член Народної партії   | Жеведська сільська рада, секретар                              |
| 10              | Бураченко Олександр Миколайович | 02.11.2010            | середня спеціальна | позапартійний          | пенсіонер                                                      |
| 12              | Литвин Наталія Сергіївна        | 02.11.2010            | середня спеціальна | позапартійна           | Жеведський фельдшерський пункт, молодша медична сестра         |